# 楊文徳
楊 文徳（よう ぶんとく、生年不詳 - 454年）は、中国の南北朝時代の仇池氐の首長。武都王。

## 経歴
楊玄の末子として生まれた。楊保宗の弟にあたる。
443年3月、文徳は自ら使持節・都督秦河涼三州諸軍事・征西大将軍・秦河涼三州牧・平羌校尉・仇池公を号した。4月、北魏の仇池を包囲し、南朝宋に救援を求めた。文徳は古弼に敗れて仇池の包囲を解き、漢川に撤退した。
7月、文徳は南朝宋の文帝により持節・散騎常侍・都督北秦雍二州諸軍事・征西大将軍・平羌校尉・北秦州刺史に任じられ、武都王に封じられた。
11月、文徳は南朝宋の将軍の姜道盛とともに2万人の兵を率いて北魏の濁水に進攻した。別に南朝宋の将軍の青陽顕伯が派遣されて斧山を守り、北魏の仇池鎮将の皮豹子をはばんだ。しかし姜道盛は濁水の城兵に射殺され、皮豹子に斧山を攻撃されて青陽顕伯は斬られ、その部下は捕らえられた。皮豹子がさらに河間公拓跋斉と濁水で合流すると、宋軍は北魏軍の強盛を恐れて夜間に逃走し、文徳は漢中に逃亡した。
文徳は葭蘆城を守り、武都郡や陰平郡の5部の氐民を招き誘った。448年、皮豹子が葭蘆城を攻撃すると、文徳は城を棄てて南に逃れ、かれの妻子や仲間たちは捕らえられた。南朝宋の白水郡太守の郎啓玄が兵を率いて文徳を救援しようとしたが、皮豹子の逆撃を受けて敗れた。郎啓玄と文徳は漢中に逃げ帰った。
ときに南朝宋の武陵王劉駿が雍州刺史として襄陽に駐屯していたが、文徳を捕らえて建康に連行した。文徳は葭蘆城失陥の責任を問われて免官され、爵位と封土を削られた。
450年、宋軍が北伐すると、文徳は輔国将軍とされ、軍を率いて漢中から西に入り、汧・隴の地を揺さぶった。文徳の同族の楊高が陰平や平武の氐族たちを率いて唐魯橋に拠り、文徳を阻んだ。文徳は水陸からこれを攻めて、楊高を撃破した。楊高が羌のもとに逃走したので、文徳はこれを追って黎仰嶺に達した。楊高は単身で羌の仇阿弱の家に逃げ込んだが、追いつかれて斬られた。文徳は陰平・平武を平定した。さらに文徳は啖提氐を攻撃したが、勝利できなかった。南朝宋の梁州刺史の劉秀之が文徳を捕らえて荊州に送り、文徳の従祖兄の楊頭を葭蘆城に駐屯させた。
453年1月、南朝宋の将軍の蕭道成・王虬・馬光らが漢中に入ると、別に文徳や楊頭らが氐族や羌族を率いて武都を包囲した。北魏の皮豹子は武都を救援しようと、兵を分けて女磊にいたったが、宋軍が進軍を停めたと聞いて、祁山に人を派遣して馬を確保してから救援に赴くこととした。文徳は皮豹子が宋軍の補給線を断とうとしていると見て、軍を返して覆津に入った。
454年、南朝宋の荊州刺史の南郡王劉義宣が反乱を起こすと、文徳は同調しなかったため殺された。孝武帝により征虜将軍・秦州刺史の位を追贈された。